# Florent Laville
Florent Laville (7 de agosto de 1973) é um ex-futebolista profissional francês que atuava como defensor.

## Carreira
Florent Laville representou a Seleção Francesa de Futebol nas Olimpíadas de 1996.